# オグロバン
オグロバン(尾黒鷭、学名：Gallinula ventralis) は、ツル目クイナ科に分類される鳥類の一種である。

## 分布
オーストラリアに分布する。稀にニュージーランドでも観察される。

## 形態
体長約35cm。体の上面は緑色がかった茶褐色で、翼と尾は黒褐色である。

## 生態
湿地や河川の流域に生息する。草原や畑などで見られることもある。本種は乾季になると雨季の地域に移動する。移動時には小さな群れを形成する。
植物の種子や昆虫類、カタツムリなどの軟体動物を食べる。
繁殖期は8-12月が一般的だが、雨季と乾季の関係により変わってくる。湖沼の水辺の茂みの中に営巣し1腹2-8個の卵を産む。抱卵期間は約20日である。

## 人間との関係
穀物を食べるため、農業上の害鳥とされることがある。